# Franco Franchi (cantante)
Franco Franchi (Genova, 1º gennaio 1929 – Sesto Calende, 16 gennaio 1998) è stato un cantante e paroliere italiano.

## Biografia
Compagno di scuola di Giorgio Calabrese ed Isa Barzizza, inizia la carriera di cantante nella seconda metà degli anni cinquanta, esibendosi con le orchestre di Gorni Kramer, Mario Bertolazzi, Pino Calvi e, nel biennio 1957-1958, con Riccardo Rauchi. Nello stesso periodo inizia l'attività di paroliere, collaborando con i fratelli Gian Franco e Gian Piero Reverberi; il suo primo successo è Non occupatemi il telefono, incisa tra gli altri da Riccardo Rauchi (con alla voce solista Sergio Endrigo), da Gino Paoli e da i Due Corsari (il duo formato da Giorgio Gaber ed Enzo Jannacci).
Nel 1958 ottiene un contratto discografico con la Combo Record, etichetta per cui incide alcuni dischi, tra cui una cover di Arrivederci, successo di Umberto Bindi con il testo scritto dall'amico Calabrese. Sempre nel 1958 partecipa alla prima edizione della Sei giorni della canzone. Nel 1959 scrive alcuni testi per i Due Corsari: uno di questi, Birra, verrà anche reinciso dal duo nel 1983 nell'EP Ja-Ga Brothers, e verrà utilizzata per la pubblicità della birra. Nel 1960 partecipa con la canzone Ogni giorno alla Sei giorni della canzone. Nel 1961 scrive il testo di E fu la notte, su musica di Carlo Cesare Stanisci e Arrigo Amadesi), incisa da Fabrizio De André nel suo 45 giri di debutto. Nel 1969 partecipa come attore al programma televisivo per ragazzi La filibusta, per cui scrive anche il testo della sigla, cantata da Enrico Maria Papes, ex batterista del gruppo I Giganti, e i testi delle altre canzoni dello spettacolo.
Negli anni settanta si dedica all'attività di autore di programmi televisivi, collaborando anche come giudice di gara dei giochi nei programmi abbinati alla Lotteria Italia trasmessi dalla Rai da Milano: Un colpo di fortuna, Chi?, Secondo voi con Pippo Baudo, Io e la Befana con Raimondo Vianello e Sandra Mondaini, Fantastico con Loretta Goggi, Fantastico 2 con Claudio Cecchetto, Fantastico 3 con Corrado, Fantastico 4 con Gigi Proietti, ma anche Tuttinfamiglia con Claudio Lippi e poi Lino Toffolo su Canale 5. Nel decennio successivo lavora invece presso Antennatre, collaborando con Ettore Andenna. Alla SIAE risultano depositate a suo nome 195 canzoni.

## Le principali canzoni scritte da Franco Franchi
| Anno | Titolo                               | Autori del testo                                    | Autori della musica                                  | Interpreti                                             |
| ---- | ------------------------------------ | --------------------------------------------------- | ---------------------------------------------------- | ------------------------------------------------------ |
| 1959 | Un disco e tu                        | Franco Franchi                                      | Santi Latora e Riccardo Rauchi                       | Sergio Endrigo e il complesso di Riccardo Rauchi, Mina |
| 1959 | Non occupatemi il telefono           | Franco Franchi                                      | Gian Franco Reverberi                                | Riccardo Rauchi, Gino Paoli                            |
| 1959 | Ora che ho te (son felice di vivere) | Franco Franchi                                      | Santi Latora                                         | Riccardo Rauchi                                        |
| 1959 | Birra                                | Franco Franchi                                      | Gian Franco Reverberi                                | I Due Corsari                                          |
| 1959 | Perché non con me                    | Franco Franchi                                      | Gian Franco Reverberi e Gino Paoli                   | I Due Corsari                                          |
| 1959 | Corsari scozzesi                     | Franco Franchi                                      | Gian Franco Reverberi                                | I Due Corsari                                          |
| 1960 | La notte                             | Franco Franchi                                      | Gian Franco Reverberi                                | Mina, Carla Boni, Bruno Martino                        |
| 1961 | E fu la notte                        | Franco Franchi                                      | Carlo Cesare Stanisci e Arrigo Amadesi               | Fabrizio De André                                      |
| 1963 | Ecatombe                             | Franco Franchi e Giorgio Calabrese                  | Carlo Donida                                         | Riz Samaritano                                         |
| 1964 | Una chitarra per la mia ragazza      | Franco Franchi                                      | Guidone                                              | Checco Marsella e The Ghenga's Friend                  |
| 1969 | La filibusta                         | Franco Franchi                                      | Gian Franco e Gian Piero Reverberi                   | Enrico Maria Papes                                     |
| 1971 | Dammi mille baci                     | Franco Franchi, Velia Maggiulli e Maurizio Costanzo | Gian Franco e Gian Piero Reverberi, Edoardo Vianello | Ricchi e Poveri                                        |
| 1977 | Scigoa                               | Franco Franchi                                      | Augusto Martelli                                     | Ricchi e Poveri                                        |

## Discografia parziale

### Singoli

#### 45 giri
- 1959: Venus/'e scalelle d'o Paradiso (Combo Record, 5208)
- 1959: Morir d'amor/Un'ora per amarti (Combo Record, 5209)
- 1959: Arrivederci/I Sing "Ammore" (Combo Record, 5229)
- 1959: Si Je N'Avais Plus/Le Mur (Combo Record, 5230)
- 1959: Deliziosa/Ora che ho te (Combo Record, 5270)
- 1959: Desiderabile/Un giorno fa... (Combo Record, 5271)
- 1959: Un segreto/Love in Portofino (Combo Record, 5272)
- 1959: Telefono che squilla/Destino (Combo Record, 5277)
- 1960: Riccione cha cha cha/Ho perduto il mio amor (California, 1939)
- 1961: La mia città/Diavolo (The Red Record, 10092)
- 1961: Ogni giorno/Non dirlo a nessuno (Combo Record, 155)
- 1962: Stonato/Morena, bocca d'oro (Fontana Records, 270 590)
- 1962: Il marito della novia/Goal (Fontana Records, 270 591)
- 1964: Mi piace il vino/La canzone del Po/Tressette e Barbera (Carosello, Cl 20128)

#### Flexy disc
- Aprile 1960: Marina (The Red Record, N 20055; flexy-disc allegato alla rivista Il Musichiere N° 66)
- Ottobre 1960: Voce 'e notte (The Red Record, N 20082; allegato alla rivista Il Musichiere N° 93)

### EP
- 1959: Franco Franchi (Combo Record, F 10101)
- 1960: Franco Franchi (Combo Record, F 10125)